# Regeringen Thorvald Stauning II
Regeringen Thorvald Stauning II var Danmarks regering 30. april 1929 – 4. november 1935.
Ændringer: 24. november 1932, 31. maj 1933.
Den bestod af følgende ministre:
- Statsminister: Thorvald Stauning
- Udenrigsminister: P. Munch
- Finansminister:

C.V. Bramsnæs til 31. maj 1933, derefter
H.P. Hansen
- Indenrigsminister: Bertel Dahlgaard
- Justitsminister: C.Th. Zahle
- Undervisningsminister: F.H.J. Borgbjerg
- Kirkeminister: N.P.L. Dahl
- Forsvarsminister:

Laust Rasmussen til 24. november 1932, derefter
H.P. Hansen til 31. maj 1933, derefter
Thorvald Stauning
- Minister for offentlige arbejder: J.F.N. Friis-Skotte
- Landbrugsminister: Kr.M. Bording
- Minister for handel og industri (Handelsminister): C.N. Hauge
- Minister for søfart og fiskeri:

Thorvald Stauning til 31. maj 1933, derefter
ad interim C.N. Hauge
- Socialminister: K. K. Steincke